# شتيفان شميد
شتيفان شميد (بالألمانية: Stefan Schmid)‏ هو منافس ألعاب قوى ألماني، ولد في 6 يوليو 1970 في فورتسبورغ في ألمانيا.

## وصلات خارجية
- شتيفان شميد على موقع الاتحاد الدولي لألعاب القوى (الإنجليزية)
- شتيفان شميد على موقع اللجنة الأولمبية الدولية (الإنجليزية)
- شتيفان شميد على موقع أوليمبيديا (الإنجليزية)